# Trimeresurus
Trimeresurus é um gênero de serpentes venenosas encontrada na Ásia.
Ainda são desconhecidas as víboras pertencentes dessa espécie. Apenas uma, ainda em estudo, descoberta pela organização ambientalista WWF, afirmando que mais de mil espécies novas foram encontradas na última década na região do rio Mekong (que abrange Camboja, Laos, Mianmar, Tailândia, Vietnã e China), contando com a nova espécie, que, por enquanto, está sendo denominada de Trimeresurus gumprechti, ou víbora-verde.

## Espécies
Estão descritas 42 espécies:
- Trimeresurus albolabris Gray, 1842
- Trimeresurus andersonii Theobald, 1868
- Trimeresurus arunachalensis Captain, Deepak, Pandit, Bhatt & Athreya, 2019
- Trimeresurus cantori (Blyth, 1846)
- Trimeresurus cardamomensis (Malhotra, Thorpe, Mrinalini & Stuart, 2011)
- Trimeresurus caudornatus Chen, Ding, Vogel & Shi, 2020
- Trimeresurus davidi Chandramouli, Campbell & Vogel, 2020
- Trimeresurus erythrurus (Cantor, 1839)
- Trimeresurus fasciatus (Boulenger, 1896)
- Trimeresurus flavomaculatus (Gray, 1842)
- Trimeresurus gracilis Oshima, 1920
- Trimeresurus gumprechti David, Vogel, Pauwels & Vidal, 2002
- Trimeresurus gunaleni Vogel, David & Sidik, 2014
- Trimeresurus guoi Chen, Shi, Vogel & Ding, 2021
- Trimeresurus hageni (Lidth De Jeude, 1886)
- Trimeresurus honsonensis (Grismer, Ngo & Grismer, 2008)
- Trimeresurus insularis Kramer, 1977
- Trimeresurus kanburiensis Smith, 1943
- Trimeresurus kuiburi Sumontha, Suntrarachun, Pauwels, Pawa-Ngkhanant, Chomngam, Iamwiriyakul & Chanhome, 2021
- Trimeresurus labialis (Steindachner, 1867)
- Trimeresurus macrops Kramer, 1977
- Trimeresurus malcolmi Loveridge, 1938
- Trimeresurus mcgregori Taylor, 1919
- Trimeresurus medoensis Zhao, 1977
- Trimeresurus mutabilis Stoliczka, 1870
- Trimeresurus nebularis Vogel, David & Pauwels, 2004
- Trimeresurus phuketensis Sumontha, Kunya, Pauwels, Nitikul & Punnadee, 2011
- Trimeresurus popeiorum Smith, 1937
- Trimeresurus purpureomaculatus (Gray, 1832)
- Trimeresurus sabahi Regenass & Kramer, 1981
- Trimeresurus salazar Mirza, Bhosale, Phansalkar, Sawant, Gowande & Patel, 2020
- Trimeresurus schultzei Griffin, 1909
- Trimeresurus septentrionalis Kramer, 1977
- Trimeresurus sichuanensis (Guo & Wang, 2011)
- Trimeresurus stejnegeri Schmidt, 1925
- Trimeresurus sumatranus (Raffles, 1822)
- Trimeresurus tibetanus Huang, 1982
- Trimeresurus truongsonensis Orlov, Ryabov, Thanh & H Cuc, 2004
- Trimeresurus venustus Vogel, 1991
- Trimeresurus vogeli David, Vidal & Pauwels, 2001
- Trimeresurus yingjiangensis Chen, Zhang, Shi, Tang, Guo, Song & Ding, 2019
- Trimeresurus yunnanensis Schmidt, 1925